# Fernand Bercher
Fernand Bercher est un acteur et metteur en scène français né le  3 juin 1904 à Plainpalais (commune aujourd'hui rattachée à Genève) et mort le 19 octobre 1980 au sein de l'Hôpital de la Pitié Salpêtrière dans le 13e arrondissement de Paris. Il a épousé l'actrice Claire Gérard.

## Filmographie

### Cinéma
- 1936 : Les Bas-fonds : Un officier
- 1936 : La vie est à nous : Un secrétaire
- 1937 : Marthe Richard, au service de la France : André
- 1938 : Adrienne Lecouvreur : Voltaire
- 1949 : On ne triche pas avec la vie de René Delacroix :  Pierre Lefranc
- 1965 : Coplan FX 18 casse tout
- 1966 : Roger la Honte

### Télévision
- 1966 : Les affaires sont les affaires : Le jardinier-chef
- 1968 : Provinces
- 1969 : En votre âme et conscience, épisode : L'Auberge de Peyrabeille de  Guy Lessertisseur
- 1969 : Que ferait donc Faber ? (série) réal. par  Dolorès Grassian
- 1970 : Tête d'horloge de Jean-Paul Sassy (téléfilm) : Un surveillant
- 1970 : Le Fauteuil hanté, réalisé par Pierre Bureau
- 1971 : Le Voyageur des siècles : le professeur Fabrette
- 1974 : Un curé de choc (26 épisodes de 13 minutes) de Philippe Arnal
- 1974 : Madame Bovary, de Pierre Cardinal (téléfilm)

#### Théâtre
- 1934 : Le Coup de Trafalgar de Roger Vitrac, création dans une mise en scène de Marcel Herrand au Théâtre de l'Atelier, dans le rôle de Hatzfeld